# Organokwikchemie

Organokwikverbindingen

De organokwikchemie is een deelgebied van de organische chemie waarin verbindingen bestudeerd worden waarin een directe binding tussen koolstof en kwik aanwezig is. Kwik is een metaal, waarmee de organokwikchemie ook een van de deelgebieden van de organometaalchemie is. In het algemeen is de koolstof-kwik-binding stabiel ten opzichte van lucht en vocht, maar gevoelig voor licht. Bekende voorbeelden van organokwikverbindingen zijn: het methylkwik-kation (CH3Hg+), het ethylkwik-kation (C2H5Hg+), dimethylkwik ((CH3)2Hg), di-ethylkwik en merbromine (dat bekender is onder de naam "Mercurochrome"). Thiomersal is veel gebruikt als conserveermiddel voor vaccins, maar wordt nu in de Verenigde Staten en de Europese Unie vervangen door andere stoffen.
De giftigheid van organo-kwik-verbindingen is een dubbelsnijdend zwaard. Enerzijds is dimethylkwik een bekend giftige verbinding, maar hij wordt ook toegepast als antimycoticum en insecticide. Merbromine en fenylkwikboraat vinden toepassing als lokaal antisepticum.

## Synthese
Organokwikverbindingen worden op vele manieren bereid, waaronder de directe reactie van koolwaterstoffen met kwik(II)-zouten. Hoewel de plaatsing in het periodiek systeem anders doet vermoeden, lijkt de organokwikchemie in dit opzicht meer op de organopalladiumchemie dan op de organocadmiumchemie.

### Kwik aan de aromatische ring
Elektronenrijke aromaten reageren direct met Hg(O2CCH3)2. Er wordt een arylkwik-acetaat gevormd. De overblijvende acetaatgroep is eenvoudig door chloride te vervangen:
C6H5OH + Hg(O2CCH3)2 → C6H4(OH)-2-HgO2CCH3 + CH3CO2H
C6H4(OH)-2-HgO2CCH3 + NaCl → C6H4(OH)-2-HgCl + NaO2CCH3
De eerste reacties van dit type, inclusief de directe vorming van fenylkwik-verbindingen uit benzeen, zijn door Otto Dimroth in de jaren tussen 1898 en 1902 beschreven.

### Additie aan alkenen
Het Hg2+-ion kan, ook als het onderdeel uitmaakt van een verbinding, koppelen aan alkenen, vaak direct gevolgd door de additie van een oplosmiddelmolecuul. Zo geeft de reactie van methylacrylaat met kwik(II)acetaat in methanol een α-kwik-ester:
Hg(O2CCH3)2 + CH2=CHCO2CH3 → CH3OCH2CH(HgO2CCH3)CO2CH3
Met behulp van broom kan de gevormde Hg-C gesplitst worden met het corresponderende alkylbromide als resultaat:
CH3OCH2CH(HgO2CCH3)CO2CH3 + Br2 → CH3OCH2CHBrCO2CH3 + BrHgO2CCH3
Deze reactie staat bekend als de Hofmann-Sand reactie.

### De reactie van kwik(II)verbindingen met carbanionen
Een algemene route naar organokwikverbindingen wordt gevormd door de reactie van Grignard- en organolithium-reagentia met kwik(II)verbindingen. Di-ethylkwik wordt zo gevormd uit kwik(II)chloride met twee equivalenten ethylmagnesiumbromide. De reactie wordt doorgaans uitgevoerd in di-ethylether als oplosmiddel. Het resulterende (CH3CH2)2Hg is een vloeistof met relatief grote dichtheid, 2.466 g/cm3, en een kookpunt van 57 °C bij 16 torr. De verbinding is goed oplosbaar in ether, matig in ethanol.
Op gelijksoortige wijze wordt difenylkwik (m.p. 121−123 °C) verkregen in de reactie van kwik(II)chloride met fenylmagnesiumbromide. In een vergelijkbare reactie wordt fenylnatrium in aanwezigheid van kwik(II)zouten omgezet in difenylkwik.

### Andere syntheseroutes
Hg(II) kan gealkyleerd worden met diazoniumzouten in aanwezigheid van metallisch koper. Op deze manier is 2-(chloorkwik)nafthaleen gesynthetiseerd.
Fenyl(trichloormethyl)kwik-verbindingen kunnen bereid worden door dichloorcarbeen in aanwezigheid van fenylkwikchloride te maken. In dat geval is een veelgebruikte carbeenbron natriumtrichlooracetaat. Bij verwarmen van het trichlooracetaat wordt het dichloorcarbeen weer teruggevormd:
C6H5HgCCl3 → C6H5HgCl + CCl2

## Reacties
Organokwikverbindingen zijn zeer geschikt als bouwstenen (synthons) vanwege de zeer specifieke omstandigheden waaronder de Hg-C binding verbroken wordt. Difenylkwik is in een aantal syntheses de bron voor fenylradicalen. Met aluminium wordt trifenylaluminium gevormd:
Ph2Hg + 2 Al → (AlPh3)2 + 3 Hg
Zoals hierboven al is aangegeven reageren organokwikverbindingen met halogenen onder vorming van de overeenkomstige organische halogeniden.

## Toepassingen
Ondanks de geschiktheid in de organische synthese, zijn directe toepassingen van organokwikverbindingen bijna op de vingers van een hand te tellen. De toxiciteit en het feit dat de organische groep slechts matig nucleofiel reageert zijn hier de reden van. In de oxymercurering-reductie van alkenen tot alcoholen wordt gebruikgemaakt van kwik(II)acetaat; de reactie verloopt via organokwik-intermediairen. Een verwante reactie waarin fenolen gevormd worden is de Wolfenstein-Boters-reactie. De giftigheid wordt positief ingezet bij het gebruik als antisepticum in de vorm van thiomersal en merbromin. Ook bij het gebruik als fungicide (ethylkwikchloride en fenylkwikacetaat) is de giftigheid van de verbindingen de reden van het gebruik.
Organokwik-verbindingen spelen een rol in de synthese van de overeenkomstige organonatrium- en organokalium-verbindingen. In een inert oplosmiddel ontstaan de organo-alkali-verbindinegn uit de kwik-verbinding en metallisch narium of kalium.
Kwikhoudende diuretica als mersalylzuur werden ooit algemeen gebruikt, maar zijn nu vervangen door de thiazides en lisdiuretica, die veiliger zijn en langer werken. Ze hebben bovendien het voordeel dat ze oraal toegediend kunnen worden.

### Thiol / Mercaptaan
Thiolen zijn ten gevolge van hun affiniteit voor kwik ook bekend onder de naam mercaptanen (Engels: mercury = kwik; capture = vangen). Thiolaten (R-S−) en thioketonen (R2C=S), beide zachte nucleofielen, vormen sterke complexen met kwik(II), een zacht elektrofiel. Een toepassing van deze eigenschap is het gebruik van aan agarosegels gebonden organokwikverbindingen om thiolen (bijvoorbeeld thiouridine) uit een biologische matrix te isoleren via affiniteitschromatografie.

### Mercuroceen
Mercuroceen, (HgCp2) kan in een reactie met metallisch calcium in de overeenkomstige calciumverbinding, calciumdicyclopentadienyl (Ca(C5H5)2) worden omgezet.